# Tas-Sliema
Tas-Sliema, connue aussi comme Sliema, est une localité maltaise, située à 5 km au nord de La Valette.
C'est un ancien port de pêche, aujourd'hui ville de résidences de luxe et cité balnéaire.
Le front de mer d'une longueur de 5 km est bordé d'hôtels de restaurants et d'immeubles résidentiels.
Plusieurs centres commerciaux (La Plazza, Towers), de nombreuses boutiques et enseignes internationales (Zara, Bershka, Urban Jungle, etc.), des fast-foods (McDonald's, Burger King, Kfc) et des églises (notamment celle de Jésus de Nazareth, Jesu Nazarenu Digatum) ; mais cette ville est également considérée comme la capitale du jeu d'argent en ligne en Europe, car y sont installées diverses sociétés de paris sportifs et jeux de casino en ligne.

## Origine

### Toponymie
Sliema signifie en maltais « paix » ou « sécurité ».

## Géographie
|            | Mer Méditerranée |                  |
| San Ġiljan | Sliema           | Mer Méditerranée |
| Gżira      | Mer Méditerranée |                  |

### Jumelage
- Les Sables-d'Olonne (France) depuis le 2 septembre 2005
- Hartlepool (Angleterre)

## Patrimoine et culture
- Église du Sacré-Cœur
- Église Stella-Maris

### Personnes notables
- Joseph Calleia (1897-1975), acteur maltais, décédé à Sliema.
- André Guelfi (1919-2016), ancien pilote automobile, décédé à Sliema.
- Madeleine Collinson (1952-2014), ancienne actrice et mannequin maltaise, née à Sliema.
- Daphne Caruana Galizia (1964-2017), journaliste maltaise, né à Sliema.
- Robert Abela (1977-), homme politique maltais, né à Sliema.
- Ira Losco (1981-), chanteuse maltaise, né à Sliema.